# Drungari de la flota
El Drungari de la flota, en grec medieval δρουγγάριος τοῦ πλοΐμου/τῶν πλοΐμων (droungarios tou ploimou/tōn ploimōn), anomenat a partir del segle xi δρουγγάριος τοῦ στόλου (drungàrios tu stolu) era el comandant de la flota imperial, l'element central de la marina romana d'Orient, estacionada a Constantinoble. Aquesta flota tenia una funció diferent a les flotes repartides pels temes, les unitats administratives provincials. A partir del final del segle xi, quan totes les flotes es van unir en una sola força dirigida pel Megaduc, el càrrec de drungari de la flota, que llavors es va conèixer com a μέγας δρουγγάριος τοῦ στόλου (megas drungàrios tu stlou, 'gran drungari de la flota'), va situar-se com a segon, sota el comandament del Megaduc, situació que es va mantenir fins a la caiguda de Constantinoble el 1453.

## Història
Per fer front a les conquestes musulmanes, la major part de la marina romana d'Orient es va unir en una gran flota, els Carabisians (Καραβισιάνοι), durant la segona meitat del segle vii. Tal com es feia als temes terrestres, que van aparèixer al mateix temps, aquesta flota estava comandada per un estrateg. Però la flota dels Carabisians no es va mostrar prou apta per fer front als enemics. A principis del segle viii va ser substituïda per una organització més complexa, composta de tres elements que van actuar sense grans canvis fins a finals del segle xi. Una flota central situada a Constantinoble, uns quants comandaments territorials, els temes marítims, com el Tema dels Cibirreotes, o comandaments independents liderats per drungaris molt aviat transformats en temes, com el Tema de la Mar Egea o el de Samos, i a més existien un gran nombre d'esquadrons locals adscrits als temes terrestres, amb missions purament defensives, i que actuen sovint com a forces policials i subordinades als governadors locals.
La flota amb seu a Constantinoble, almenys des del segle vii, va tenir un paper central durant els dos setges musulmans de Constantinoble, els anys 674-678 i 717-718. No es coneix amb certesa la data exacta de la constitució de la flota imperial (βασιλικὸς στόλος, basilikos stolos, o βασιλικὸν πλmonμον, basilikon plikmon). Segons J. B. Bury, no és improbable que la flota imperial existís subordinada al comandament dels estrategs dels Carabisians ja al segle vii. Es menciona al drungari de la flota al Taktikon Uspenski escrit al voltant del 842-843, i sembla que estaria al front d'una flota de reserva disposada a actuar allà on convingués i que seria també el nucli de les forces marítimes a les expedicions bèl·liques. El càrrec va adquirir gran importància amb la reestructuració de la flota imperial per Miquel III l'Embriac, continuada per Basili I el Macedoni i Lleó VI el Filòsof, i segons el Cletorològion de Filoteu, se situa immediatament abans, o potser immediatament després del Logoteta del Dromos. Segons el llibre De Ceremoniis escrit per l'emperador Constantí VII al segle x, tenia un paper destacat a les cerimònies imperials, sovint en col·laboració amb el drungari de la guàrdia.
La posició del drungari de la flota durant el segle x va arribar als seus nivells més alts, quan diversos personatges importants en van ostentar el càrrec. Entre ells hi va haver Romà Lecapè, que l'utilitzà com a trampolí per aconseguir el tron imperial. Al segle xi, la flota va perdre activitat i el seu titular comandava la flota estacionada a Constantinoble i no anava al capdavant de les grans expedicions. El títol va derivar en droungarios tou stolou. Amb la pujada al tron d'Aleix I Comnè, es va produir una reforma important de la marina. Els temes marítims, que havien passat per un llarg declivi, van desaparèixer i Aleix va reunir els pocs efectius de les flotes provincials per ajuntar-los amb la flota imperial de Constantinoble. D'aquesta nova flota va néixer un nou càrrec de comandant en cap, el megaduc. El càrrec de drungari de la flota va seguir existint i se li va afegir el prefix megas (gran), encara que era el segon en el comandament de la marina. Malgrat aquesta relativa davallada, la posició del gran drungari va continuar sent important, classificada en la 32 posició a la jerarquia imperial tal com es descriu al llibre De Officialibus Palatii de Jordi Codí a mitjan segle xiv.